# 茂木創
茂木 創（もてぎ はじめ、1972年 - ）は、日本の経済学者。現在は拓殖大学国際学部教授。専門は国際経済学。

## 経歴・人物
群馬県太田市生まれ。群馬県立太田高等学校を経て、1997年3月高崎経済大学経済学部経済学科卒業。慶應義塾大学大学院経済学研究科経済学専攻修士課程修了、同博士課程単位取得退学。
2005年4月拓殖大学政経学部専任講師、2008年4月同学部准教授、2018年4月同大学国際学部准教授、2019年同学部教授。
中国社会科学院世界経済与政治研究所客員研究員、日本エネルギー経済研究所中東研究センター外部研究員、群馬県農政審議会、群馬県産業教育審議会どの委員を歴任した。

## 著書

### 単著
- 『食料自給率という幻 誰のための農業政策なのか』2011年9月、唯学書房）
- 『エンサイクロペディア 現代経済学入門』2014年3月、唯学書房）

### 共編著
- 『東アジア長期統計 財政』（2008年1月、勁草書房）
- 『東アジアの交流と地域展開』（2008年3月、思文閣出版）
- 『中小企業診断士最短合格勉強法』（2011年8月、DAI-X出版）
- 『東アジアの交流と地域展開』（2012年7月、思文閣出版）

## 所属学会
- 日本マクロエンジニアリング学会 会長
- 日本経済学会
- 日本国際経済学会
- 日本経済政策学会
- アジア政経学会
- 国際開発学会
- 中国経済経営学会
- アジア経営学会

## 受賞歴
- 1995年 第36回日本興行銀行河上記念財団懸賞論文佳作受賞 （現：みずほ学術振興財団）
- 1995年 第6回ヤンマー農機主催懸賞論文佳作受賞
- 2008年 第24回高橋亀吉記念賞佳作受賞（東洋経済新報社）
- 2010年 第5回日本貿易会賞優秀賞受賞（日本貿易会）
- 2017年 拓殖大学教職員表彰（功績賞）受賞